# テオフィラクトス・シモカテス
テオフィラクトス・シモカテス（中世ギリシャ語: Θεοφύλακτος Σιμοκάτ(τ)ης、 ラテン語: Theophylactus Simocattus）は、7世紀はじめの東ローマ帝国の歴史家で、皇帝ヘラクレイオスの時代であった630年ころに、皇帝マウリキウス（在位：582年 - 602年）の時代について記述し、異論もあるものの、古代後期最後の歴史家とされる。

## 生涯

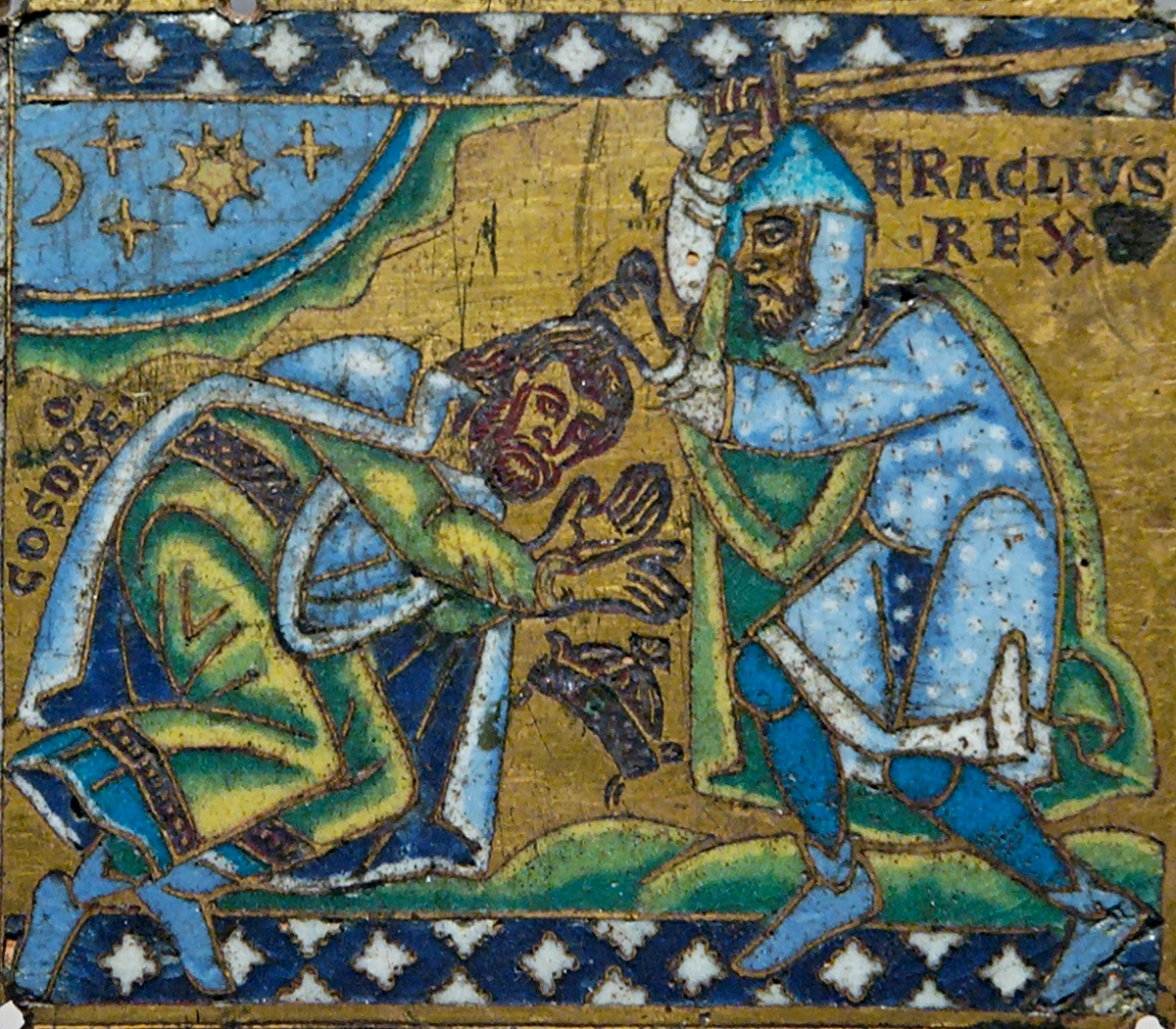
東ローマ皇帝ヘラクレイオスに降伏するサーサーン朝の王ホスロー2世 - シモカテスの時代の出来事である。十字架に付けられた飾り板。金箔を施された銅板の上に彫金七宝、1160年 - 1170年、Meuse Valley。 ルーヴル美術館蔵。

シモカテスは、皇帝マウリキウス（在位：582年 - 602年）の治世を記述した8巻の歴史書の著者として最もよく知られており、この時期についての彼の記述は、最良かつ最古の権威ある記述とされている。しかし、彼の著作は、プロコピオスに比べれば低い水準にとどまっており、また、彼が意図的に用いていた古典的文体はもったいぶったものであったが、それでも彼の記述は7世紀のスラヴ人、アヴァール人、ペルシア人について、また皇帝の悲劇的の死について、貴重な情報を伝える史料となっている。彼は、皇帝ヘラクレイオスのサーサーン朝ペルシアに対する戦争（610年 - 628年）には言及しているが、634年に始まったアラブ人との戦争については言及しておらず、このことから執筆の時期が630年ころであったと推定される。典拠としている史料の中では、特にエピファニアのヨアンネスによる歴史記述が用いられている。
エドワード・ギボンは、次のように記している。
彼は判断力が不足しており、些細なことを広めながら、最も興味深い事実を簡単に述べるだけにしている。
このことは、シモカテスの全般的な信頼性を承認することと矛盾しない。彼の歴史記述の冒頭には、歴史と哲学の対話という形をとった導入部が置かれている。
ニコラウス・コペルニクスは、テオフィラクトスのギリシャ語の詩句をラテン語の散文に翻訳し、その翻訳を叔父であるルーカス・ヴァッツェンローデに献呈し、1509年にクラクフのヨハン・ハーラーから出版した。この本は、コペルニクスが自費で買い占めた唯一の著書である。
シモカテスには、『物理の諸問題 (Quaestiones physicae)』として知られる博物学の著作もあり、また書簡体で書かれた85編のエッセイ集もある。
シモカテスは、極東についても概ね正確な記述を残しており、隋の初代皇帝楊堅（在位：581年 - 604年）が、南朝の陳を滅ぼして中国の再統一した経緯を、東ローマ帝国の皇帝マウリキウスの在位中のことであったと正確に位置づけている。シモカテスは、中国の地理や、習慣、文化については杜撰な情報を伝えており、中国人は偶像崇拝的であるが、統治は巧みであると見ていた。彼は、中国では支配者が「神の子」を意味する「タイソン (Taisson)」と呼ばれると述べているが、おそらくこれは、皇帝の称号である中国語の「天子 (Tianzi)」、あるいは当時の唐の皇帝太宗の名を誤解したものと考えられる。